# Le Petit Monde de Charlotte 2
Pour les articles homonymes, voir Le Petit Monde de Charlotte.
Pour plus de détails, voir Fiche technique et Distribution.
Le Petit Monde de Charlotte 2 (Charlotte's Web 2: Wilbur's Great Adventure) est un long-métrage d'animation de Mario Piluso, sorti directement en vidéo en 2003.
Il est la suite du Petit Monde de Charlotte (1973) et s'inspire des personnages créés par E. B. White en 1952.

## Synopsis
Wilbur le cochon comprend l'importance de l'amitié. Il a compris cela grâce à une araignée nommée Charlotte. Lorsqu'il rencontre l'agneau Cardigan, les deux deviennent rapidement amis. Wilbur fait découvrir à Cardigan les joies de la vie à la ferme et rencontre trois araignées : Nellie, Aranea et Joy, les filles de Charlotte.
Lorsque l'agriculteur Zuckerman vend Cardigan à un autre agriculteur, Wilbur élabore un stratagème pour le récupérer. Avec un rat à puce nommé Templeton, Wilbur et les filles de Charlotte, prennent la route pour retrouver Cardigan.
Pendant ce temps Farly, un renard mal intentionné vient et emporte Cardigan dans le poulailler. Wilbur doit donc sauver son ami, et pour cela il se sert de l'aide d'un «toile d'un cochon». Le renard, finit par être vaincu, et tous espèrent le calvaire terminé. Aranea et Joy décident de rester avec Cardigan.

## Fiche technique
- Titre original : Charlotte's Web 2 : Wilbur's Great Adventure
- Titre français : Le Petit Monde de Charlotte 2
- Réalisation :  Mario Piluso
- Montage : Christopher Hink
- Musique : Michael Tavera
- Production : James Wang
- Sociétés de production : Paramount Pictures, Universal Cartoon Studios, Nickelodeon
- Société de distribution : Universal Studios Home Entertainment
- Pays de production :  États-Unis
- Langue : anglais
- Durée : 79 minutes
- Dates de sortie : 
  - États-Unis : 18 mars 2003
  - France : février 2004

## Distribution

### Voix originales
- David Berón : Wilbur le cochon
- Harrison Chad : Cardigan l'agneau
- Julia Duffy : Charlotte A. Cavatica
- Charles Adler : Templeton le rat et Lurvy
- Anndi McAfee : Joy
- Maria Bamford (en) : Aranea
- Amanda Bynes : Nellie
- Rob Paulsen : Farley le renard
- Debi Derryberry : Fern Arable
- Dawnn Lewis : Bessie la vache
- Laraine Newman : Gwen l'oie
- Jerry Houser : Homer Zuckerman
- Brenda Vaccaro : Mme Hirsch

### Voix françaises
- Donald Reignoux : Wilbur
- Patricia Legrand : Cardigan, Charlotte
- Jean-Claude Donda : Bouc, deux des fermiers
- Patrick Guillemin : l'un des fermiers
- Patrice Dozier : Owen Zuckerman
- Claire Guyot : Nellie
- Kelly Marot : Joy
- Véronique Alycia : Gwen, Aranea
- Fily Keita : Fern

## Chansons du film
- It's Not So Hard To Be A Pig - Wilbur et Cardigan
- Watch Out Wilbur the Pig! - Soliste et Chœur
- It's Good To Be Me - Farley
- Charlotte's Kids - Joy, Aranea, et Nellie

## Accueil
La suite est abondamment commentée par la presse. De nombreux critiques de télévision disent que le film ne reflète pas le cœur et l'esprit de l'original, et n'apprécient guère l'animation, qu'ils estiment pauvres. Mike Long a également déclaré sur DVD Talk que l'animation est médiocre et ressemblait à une caricature.